# Odd Hammernes
Odd Hammernes (ur. 28 września 1948 w Asker) – norweski skoczek narciarski. Olimpijczyk (1976), uczestnik mistrzostw świata w lotach narciarskich (1975). Medalista mistrzostw kraju.

## Życiorys
W latach 1968–1972 studiował na amerykańskim University of Denver. W tym czasie dwukrotnie (1969 i 1972) triumfował w mistrzostwach NCAA. Starty w skokach narciarskich łączył z grą w piłkę nożną, reprezentując swoją uczelnię w rozgrywkach NCAA. W 1972 został wybrany najlepszym sportowcem roku University of Denver, a w 2001 włączono go do sportowej galerii sław tego uniwersytetu.
Czterokrotnie uczestniczył w Festiwalu Narciarskim w Holmenkollen zajmując kolejno 22. (1967), 18. (1968), 14. (1971) i 2. (1975) pozycję. Brał też udział w Igrzyskach Narciarskich w Lahti (najlepszy rezultat, 13. miejsce, uzyskał w 1968). Bez większych sukcesów wziął udział w trzech edycjach Turnieju Czterech Skoczni. W 1974 stanął na najniższym stopniu podium zawodów w Bærum zaliczanych do Turnieju Norweskiego. W 1975 skokiem na odległość 150 metrów, oddanym na Vikersundbakken w Vikersund, ustanowił swój rekord życiowy. Na obiekcie tym zajął wówczas 4. lokatę w Tygodniu Lotów Narciarskich. W tym samym roku uplasował się również na 13. pozycji w Mistrzostwach Świata w Lotach Narciarskich 1975. W 1976 wystąpił w igrzyskach w Innsbrucku – na skoczni normalnej uplasował się na 33. pozycji, a na obiekcie dużym był 50. W tym samym roku zdobył wicemistrzostwo Norwegii w konkursie indywidualnym na skoczni dużej.

## Osiągnięcia

### Zimowe igrzyska olimpijskie

#### Indywidualnie
| 1976 Innsbruck | – | 33. miejsce (skocznia normalna), 50. miejsce (skocznia duża) |

### Mistrzostwa świata w lotach narciarskich

#### Indywidualnie
| 1975 Tauplitz | – | 13. miejsce |

### Turniej Czterech Skoczni
| 16. Turniej Czterech Skoczni |                        |           |               |       |         |
| Oberstdorf                   | Garmisch-Partenkirchen | Innsbruck | Bischofshofen | Nota  | Miejsce |
| 26                           | 30                     | 44        | 45            | 735,1 | 30      |
| 20. Turniej Czterech Skoczni |                        |           |               |       |         |
| Oberstdorf                   | Garmisch-Partenkirchen | Innsbruck | Bischofshofen | Nota  | Miejsce |
| 47                           | 55                     | 45        | -             | 603,5 | b.d.    |
| 23. Turniej Czterech Skoczni |                        |           |               |       |         |
| Oberstdorf                   | Garmisch-Partenkirchen | Innsbruck | Bischofshofen | Nota  | Miejsce |
| 23                           | 29                     | 48        | 44            | 741,4 | 31      |